# 雪雕

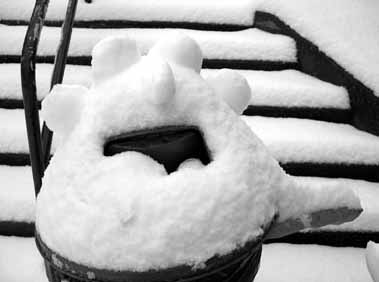
最簡單的雪雕

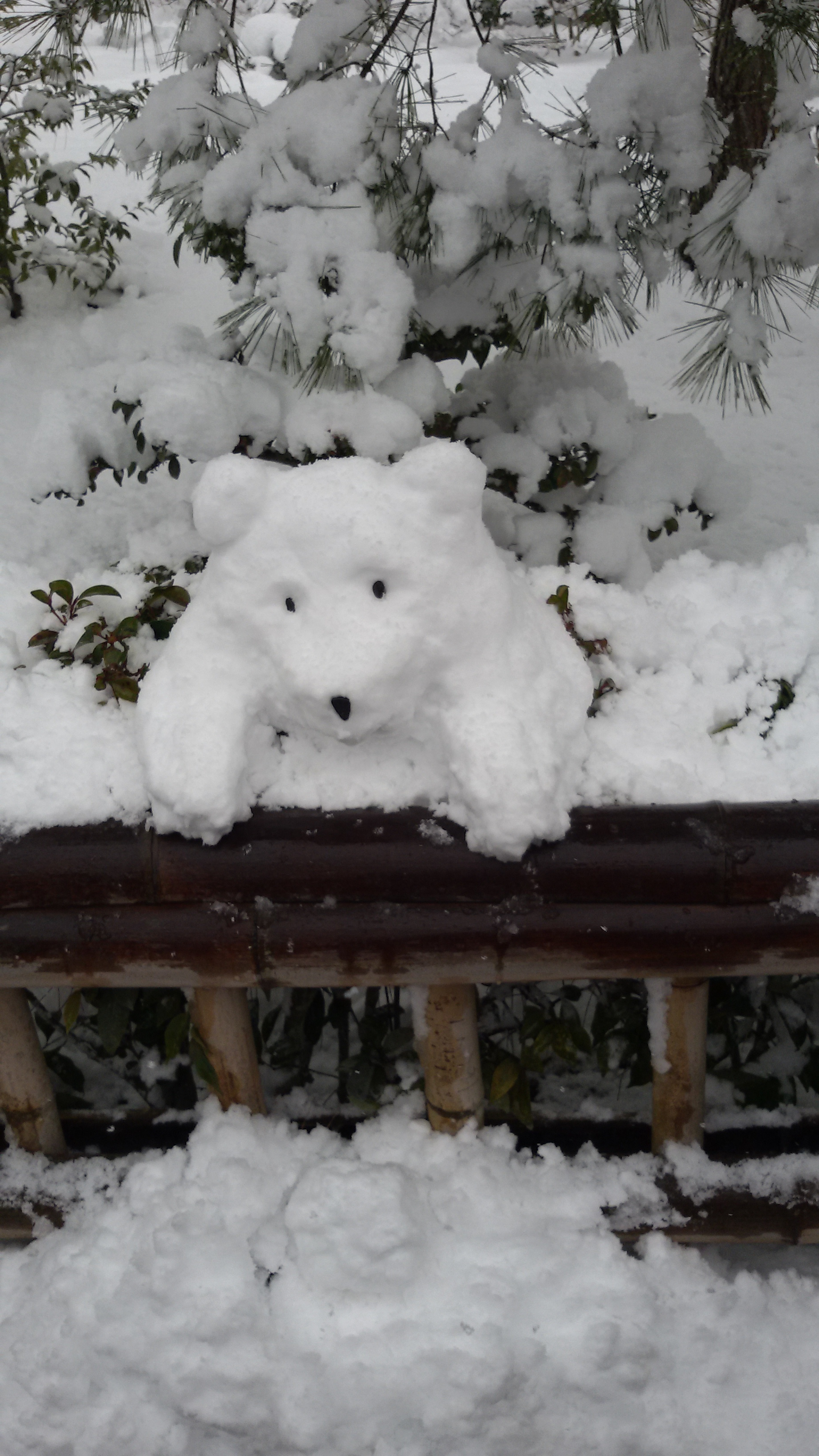
熊型雪雕

雪雕，是雕刻藝術的一種形式，主要就是將雪當做塑形的材料，把它捏成固定的形狀，再組合起來並修整細節，跟沙雕的原理頗為相近。
冰雕與雪雕常常容易被搞混。原因是雪雕的雕字其實是塑形的意思，跟冰雕是雕刻的意思不太相同，像是堆雪人，就可以算是一種最簡單的雪雕。所以冰雕有晶瑩剔透之美，雪雕則是不透明的白色，有樸實造型之美。英文的Ice Sculpture則兩者都有包含。
雪雕與冰雕一樣，都是在嚴寒國家盛行的戶外藝術之一。在中國東北地區是雪雕藝術最發達的地區，特別是哈尔滨市太阳岛风景区每年都會舉辦規模盛大的雪雕藝術博覽會。

## 参看
- 冰雕
- 沙雕

## 外部連結
哈尔滨市太陽島雪雕